# Město světel
Město světel (japonsky ひかりのまち, Hikari no mači) je jednosvazková japonská manga, jejímž autorem je Inio Asano. Manga původně vycházela v časopisu Gekkan Sunday GX nakladatelství Šógakukan v letech 2004 až 2005. V Česku mangu vydalo nakladatelství Hanami v roce 2010.